# Heidenheim an der Brenz
Heidenheim an der Brenz (in alemanno Hoidna) è un comune tedesco di 49 626 abitanti, situato nel land del Baden-Württemberg. È la più popolosa città del Circondario di Heidenheim. 

## Storia
Vi sono prove che la vita umana esisteva entro i confini della città di Heidenheim già 8000 anni fa, ma un insediamento permanente non fu stabilito nel luogo fino al 1300 a.C. circa. Rimangono vaste rovine di insediamenti risalenti, prevalentemente, al periodo che va dal 1200 all'800 a.C.
La città fu un forte militare romano del limes germanico-retico di un'unità ausiliaria dalla fine del principato di Domiziano e gli inizi di quello di Traiano (93-100 circa), fino a quello di Antonino Pio, quando fu abbandonato (attorno al 146).
Al tempo dell'Impero romano, dall'85 d.C. circa, Heidenheim era la sede del castello Aquileia con annessa cavalleria di oltre 1000 soldati a cavallo. L'unità, chiamata ala II flavia milliaria, fu successivamente, intorno al 159 d.C., spostata più a nord, ad Aalen. In un primo momento il castello segnava l'estremità orientale dell'Alb Limes, ma non trascorse molto perché sorgesse un insediamento civile in questo punto strategicamente importante, segnato dall'intersezione di cinque strade romane. Questo insediamento era la più grande città romana dell'attuale Baden-Württemberg e reperti archeologici suggeriscono che coprisse un'area di circa 37-50 acri (circa 15-20 ettari). Più recentemente gli scavi hanno portato alla luce i resti di un importante edificio amministrativo romano. La sua funzione esatta non è ancora del tutto nota, stando alle dimensioni, alla posizione e ad altre peculiarità di Aquileia, si ritiene che fosse probabilmente la capitale di un distretto amministrativo romano (Civitas). Dal 233 gli Alemanni attaccarono ripetutamente le fortificazioni romane del limes. La resa romana del limes nel 260 segnò la fine della città romana di Heidenheim. Non è chiaro fino a che punto i romani rimasero sotto il nuovo dominio alemanno, ma è molto probabile che alcuni di loro vi rimasero.
Nulla si sa di Aquileia/Heidenheim durante il periodo delle invasioni barbariche. Già nell'VIII secolo, tuttavia, Heidenheim fu menzionata di nuovo per la prima volta in documenti ufficiali. La fondazione della città nel Medioevo andò di pari passo con la costruzione del castello di Hellenstein. La cinta muraria fu costruita in segmenti nel 1190 e nel 1420 e l'imperatore Carlo IV confermò o rese Heidenheim una città di mercato nel 1356. Con il dominio della famiglia von Helfenstein, la città divenne parte del ducato di Teck, parte del Württemberg dal 1448. Appartenne temporaneamente ai duchi di Baviera dal 1462 al 1504. Successivamente ancora, e solo per un breve periodo, la città appartenne a Ulma. Ai tempi del Württemberg fu sempre sede di un'unità amministrativa, che era un'exclave dei duchi di Württemberg fino al 1803, quando le conquiste territoriali del Württemberg collegarono la città con la parte principale del territorio del ducato. Nel 1807 Heidenheim fu promossa allo status di distretto e poi di nuovo allo stato di contea nel 1938. La riforma del distretto negli anni '70 del XX secolo non modificò di molto i confini della contea.
Lo sviluppo economico della città e del circondario si fonda principalmente sui giacimenti minerari della zona, già sfruttati in epoca romana. Tuttavia l'importanza di questo ramo dell'economia della città svanì verso la fine del XIX secolo, a causa della grande concorrenza prima di Wasseralfingen e poi della Renania.
Heidenheim ha svolto un ruolo importante anche nel campo dell'industria tessile. Il lino coltivato sulle Alpi sveve orientali era utilizzato per la produzione della fibra di lino. L'attività assunse carattere industriale all'alba del XIX secolo, con l'aiuto delle importazioni di cotone, ma andò in declino dopo la seconda guerra mondiale a causa della concorrenza internazionale. 
La città diede i natali al generale tedesco Erwin Rommel e durante la guerra ospitò un sottocampo del campo di concentramento di Dachau, che forniva manodopera di schiavi all'industria locale. 
Dopo la fine della seconda guerra mondiale, nel 1945, in città fu allestito un campo profughi per aiutare a trasferire gli sfollati ebrei. Il campo, che a volte ospitava fino a 2300 persone, fu dismesso nell'agosto 1949.
Mergelstetten fu menzionato per la prima volta in un documento ufficiale del vescovo Walter von Augsburg nel 1143 in cui confermava che il vicino chiostro di Anhausen possedeva un mulino, una peschiera e una fattoria. Si stima, tuttavia, che il primo insediamento sia stato fondato nel VII o VIII secolo dagli Alemanni. Altri anni importanti per l'economia locale sono il 1828, anno in cui Jakob Zoeppritz di Darmstadt fondò qui una fabbrica di coperte di lana, e il 1901, anno in cui Carl Schwenk di Ulma costruì qui una fabbrica di cemento.

## Amministrazione

### Gemellaggi
Cleveland

## Sport
1. Fussballclub Heidenheim 1846 è la principale società calcistica cittadina. Ha fatto il suo esordio nella Bundesliga, la massima serie del calcio tedesco, nella stagione sportiva 2023-2024, ed in quella successiva nelle coppe europee, partecipando alla UEFA Conference League..
La locale squadra di baseball, Heidenheim Heideköpfe, è stata campione di Germania e vicecampione d'Europa nella Coppa CEB.

## Comuni vicini
I seguenti comuni confinano con la città di Heidenheim an der Brenz circondandola, in senso orario: Aalen e Neresheim (Ostalbkreis), Nattheim (Circondario di Heidenheim), Syrgenstein (Circondario di Dillingen an der Donau, Baviera) come Giengen an der Brenz, Herbrechtingen, Steinheim am Albuch e Königsbronn (tutti del circondario di Heidenheim).